# Urbain Devoldere
Urbain Devoldere (Heule, 12 augustus 1933 - Knokke-Heist, 22 februari 2017) was een Belgisch bestuurder.

## Levensloop
Hij was van opleiding licentiaat economische wetenschappen. Als handelsingenieur werd hij bestuurder van Philips België.
In 1990 werd hij aangesteld als voorzitter van het VBO. Hij volgde in deze hoedanigheid Philippe Bodson op. Nadat Devoldere in de 'Superclub'-affaire in opspraak was gekomen legde hij zijn functie omwille van 'gezondheidsredenen' bij Philips en het VBO neer op 31 maart 1992. Hij werd ad-interim opgevolgd bij het VBO door Norbert Joris.
Hij was ook bestuurder van verzekeraar Royale Belge.